# Saint-Germain-de-Salles
 Saint-Germain-de-Salles  là một xã ở tỉnh Allier thuộc miền trung nước Pháp.